# وادي ترساق
وادي ترساق هو أحد وديان العراق يقع في اطراف ناحية قزانية شرق بعقوبة في محافظة ديالى شرق العراق، يعد الوادي أكبر أودية شرق ديالى، تمتلئ مياه الوادي بمياه السيول والأمطار القادمة من الحدود العراقية الإيرانية ثم تصرف إلى محافظة واسط لتصب في هور الشويجة.